# Ardévol
Ardévol (en catalán y como nombre oficial Ardèvol) es una localidad y pedanía española perteneciente al municipio de Pinós, situado al sur de la comarca del Solsonés, en la provincia de Lérida, comunidad autónoma de Cataluña. Se encuentra a una altitud de 728 m sobre el nivel del mar, a pie de la sierra de Pinós, y muy próximo al centro geográfico de Cataluña.

## Población
Su población es de 105 habitantes, y se halla dispersa por diversas masías.

## Historia
Poseyó un castillo, del que hoy únicamente sobrevive una torre de vigilancia.